# PVL–103 Pikker
A PVL–103 Pikker az Észt Haditengerészet tengeri őrhajója, amelyet az 1990-es évek közepén építettek. 2023 előtt az az Észt Rendőrség és Határőrség őrhajójaként szolgált, honi kikötője akkor Tallinnban, a Kopli-félszigeten volt.

## Története
A hajót a tallinni Noblessner Hajógyár tervezte és építette. Építése 1994. május 20-án kezdődött. 1995. december 22-én bocsátották vízre. A vízrebocsátáson és névadó ünnepségen részt vett Lennart Meri akkori elnök is, és a névadó keresztanya az elnök felesége, Helle Meri volt.
A hajó 2006-ban főgépcserén esett át. A szovjet-orosz gyártmányú 12CSNSZ 18/20 dízelmotorját egy MTU 10V2000M72 motorra cserélték.
A hajó eddigi szolgálata alatt Rigában, Szentpéterváron és Liepājában is járt.
2014-ben egy botrány részese volt a hajó. A személyzet egyik tagját szolgálati időben illegális halászat közben tetten érték.
Az Észt Rendőrség és Határőrség flottillájának megszüntetése miatt 2023. január 3-án a hajó az Észt Haditengerészet őrhajócsoportjának állományába került, ahol őrhajóként használják.

## Jellemzői
A két, egyenként 900 kW-os MTU gyártmányú motor egy-egy hajócsavart hajt meg. A hajó maximális sebessége 25 csomó. Személyzete 6 fő, de a fedélzeten összesen 12 személy helyezhető el. Fegyverzetét egy, a hajóorrban elhelyezett kétcsövű, 12,7 mm-es Browning M2 nehézgéppuska és két 7,62 mm-es MG–3 géppuska alkotja.